# مث‌ورلد
دنیای ریاضی (به انگلیسی: MathWorld) دانشنامه برخط (آن‌لاین) ریاضی است که عمدتاً توسط اریک ویستین نوشته شده‌است.این دانشنامه توسط موسسه ولفرم ریسرچ پشتیبانی می‌شود.